# Grażyna Maria Grabowska
Grażyna Maria Grabowska (ur. w Poznaniu) – popularyzatorka i znawczyni kina, wieloletnia szefowa programowa Kina Iluzjon, programerka, autorka i redaktorka kilkudziesięciu wydawnictw i publikacji o tematyce filmowej, w latach 2012–2016 wicedyrektorka Filmoteki Narodowej, od 2016 roku Główna Kustoszka Zbiorów Filmoteki Narodowej – Instytutu Audiowizualnego.

## Życiorys
W 1987 ukończyła studia na Wydziale Polonistyki Uniwersytetu Warszawskiego (magistrantka Jerzego Toeplitza). W latach 1992–1998 była ekspertką komisji scenariuszowej przy Komitecie Kinematografii. Brała udział w przygotowaniu i realizacji przeglądów filmowych przygotowywanych we współpracy m.in. z Instytutem Goethego w Warszawie, British Council, Włoskim Instytutem Kultury czy Instytutem Cervantesa. Efektem tej współpracy były dziesiątki przeglądów monograficznych i tematycznych. W latach 1994–1995 była redaktorką prowadzącą „Kwartalnika Filmowego Iluzjon”. W 1998, w cyklicznym plebiscycie publiczności ogłaszanym przez „Gazetę Wyborczą”, zarządzane przez nią Kino Iluzjon zdobyło tytuł „Miejsca Magicznego”; w 2001 r., odznaczone zostało przez Radę Miasta Stołecznego Warszawy wyróżnieniem i medalem „Zasłużony dla Warszawy”. W latach 2007–2015 współpracowała z Międzynarodowym Festiwalem Nowe Horyzonty we Wrocławiu, przygotowując coroczne „Wieczory Filmoteki Narodowej” – prezentacje niemych filmów z muzyką na żywo, a także przeglądy tematyczne i monograficzne. W 2009 r. otrzymała nagrodę „Złoty Liść Retro” za zorganizowanie obchodów 100-lecia filmu polskiego i popularyzację kinematografii polskiej okresu Dwudziestolecia. W 2008 roku kierowane przez Grażynę M. Grabowską Kino Iluzjon otrzymało tytuły: Miejsce Roku 2008 – nagrodę Gazety Wyborczej, „Wdechę Publiczności” i „Wdechę Dziennikarzy”. W roku 2013 uczestniczyła w powstaniu serii filmów realizowanych dla TVP Historia pt. „Z Archiwum Filmoteki Narodowej” (jako współscenarzystka i narratorka). W 2015 roku została odznaczona przez Ministerstwo Kultury i Dziedzictwa Narodowego Medalem „Zasłużony Kulturze – Gloria Artis”.